# Matt Shakman
Pour les articles homonymes, voir Shakman.
Matt Shakman, est un réalisateur et ancien enfant acteur américain, né le 8 août 1975 à Ventura (Californie). Il a réalisé des épisodes de The Great, Philadelphia, Fargo et Game of Thrones. Il était également le directeur artistique du Geffen Playhouse à Los Angeles de 2017 à 2023.
Il est notamment connu pour son travail au sein de l'univers cinématographique Marvel, ayant réalisé tout les épisodes de la série WandaVision (2021) ainsi que le film Les Quatre Fantastiques : Premiers pas (2025).

## Biographie
Matt Shakman est né et a grandi à Ventura, en Californie. Son père juif et sa mère catholique entretenaient un "foyer relativement laïc", leur mariage interconfessionnel étant une source de conflit avec la grand-mère paternelle juive de Shakman. Après une courte carrière d'acteur au cours de son enfance, où il a commencé par des publicités avant de décrocher un rôle régulier dans Un toit pour dix, il a commencé à fréquenter l'école Thacher à Ojai.
Matt Shakman a ensuite fréquenté l'Université de Yale où il a obtenu un major en histoire de l'art et en théâtre. C'est d'ailleurs à Yale qu'il s'est intéressé au théâtre et où il a commencé à réaliser plusieurs productions scéniques.
Après l'université, Matt Shakman a vécu à New York pendant plusieurs années avant de déménager définitivement à Los Angeles. Il a épousé Maggie Malone en 2012, et en 2016, ils ont eu une fille nommée Maisie.

## Carrière
En tant qu'enfant acteur, Matt Shakman a joué le rôle de Graham "JR" Lubbock, Jr. dans la série dérivée de Quoi de neuf docteur ?, Un toit pour dix (1988–1990). Il est également apparu dans Drôle de vie, Les Routes du paradis, Arnold et Willy, Night Court, Bonjour, miss Bliss et Webster. Il a aussi joué dans les films A Night at the Magic Castle (1988) et Meet the Hollowheads (1989).
Matt Shakman est le fondateur et directeur artistique du Black Dahlia Theatre (BDT) à Los Angeles, qui a été nommé comme l'une des "douzaine de jeunes compagnies américaines à connaître" par American Theatre Magazine.
Depuis 2002, il réalise principalement pour la télévision. Il a notamment travaillé pour Succession, Mad Men, Six Feet Under, The Boys, The Great, Dr House, Fargo et Philadelphia, dont il est également producteur exécutif.
Shakman a réalisé les épisodes « Les Butins de guerre » et « Fort-Levant » pour la septième saison de la série Game of Thrones en 2017. En août de la même année, il est nommé nouveau directeur artistique du Geffen Playhouse à Los Angeles.
En 2017, TriStar Pictures a annoncé que Shakman réaliserait sa prochaine adaptation cinématographique de The Phantom Tollbooth.
En 2021, Matt Shakman a réalisé et produit la mini-série Marvel Studios WandaVision pour Disney+. Plus tard dans l'année, il a été révélé qu'il réaliserait un film pour la franchise Star Trek. Fin août 2022, il était en pourparlers pour réaliser le film Les Quatre Fantastiques de Marvel Studios, dont la sortie est prévue en 2025, en remplacement de Jon Watts qui a quitté le projet pour faire une pause avec les films de super-héros. Le 26 août 2022, il quitte le projet de film Star Trek, se justifiant par des "problèmes de planning". Le 10 septembre 2022, il est annoncé, lors de la D23 Expo, qu’il réalisera officiellement le prochain film sur les Quatre Fantastiques.

## Filmographie

### Cinéma
- 2014 : Hell Town (Cut Bank)
- 2025 : Les Quatre Fantastiques : Premiers pas (The Fantastic Four: First Steps)

### Télévision
| Année     | Titre                                 | Remarques                                          |
| --------- | ------------------------------------- | -------------------------------------------------- |
| 2002      | Deuxième chance                       | 1 épisode                                          |
| 2003–2004 | Oliver Beene                          | 3 épisodes                                         |
| 2003–2006 | Everwood                              | 4 épisodes                                         |
| 2004      | Amy                                   | 1 épisode                                          |
| 2004      | Summerland                            | 1 épisode                                          |
| 2005      | Inconceivable                         | 1 épisode                                          |
| 2005      | Six Feet Under                        | 1 épisode                                          |
| 2005      | Boston Justice                        | 1 épisode                                          |
| 2005      | Les Frères Scott                      | 1 épisode                                          |
| 2005      | Huff                                  | 1 épisode                                          |
| 2006      | Kitchen Confidential                  | 1 épisode                                          |
| 2006      | Tout le monde déteste Chris           | 2 épisodes                                         |
| 2006      | Men in Trees : Leçons de séduction    | 1 épisode                                          |
| 2006      | Windfall : Des dollars tombés du ciel | 1 épisode                                          |
| 2006–2007 | Brothers & Sisters                    | 3 épisodes                                         |
| 2006–2013 | Psych : Enquêteur malgré lui          | 5 épisodes                                         |
| 2007      | The Nine : 52 heures en enfer         | 1 épisode                                          |
| 2007      | The Riches                            | 1 épisode                                          |
| 2007      | What About Brian                      | 1 épisode                                          |
| 2007–2012 | Dr House                              | 5 épisodes                                         |
| 2007–2017 | Philadelphia                          | 43 épisodes                                        |
| 2008–2009 | Ugly Betty                            | 3 épisodes                                         |
| 2009      | Weeds                                 | 1 épisode                                          |
| 2009      | Hung                                  | 1 épisode                                          |
| 2010      | Childrens Hospital                    | 2 épisodes                                         |
| 2010      | Chuck                                 | 1 épisode                                          |
| 2010      | Bailey et Stark                       | 2 épisodes                                         |
| 2011      | Outsourced                            | 1 épisode                                          |
| 2011      | Breaking In                           | 1 épisode                                          |
| 2011      | Happy Endings                         | 1 épisode                                          |
| 2011–2015 | Revenge                               | 4 épisodes                                         |
| 2012      | New Girl                              | 1 épisode                                          |
| 2012      | GCB                                   | 1 épisode                                          |
| 2012      | Mad Men                               | 1 épisode                                          |
| 2013–2016 | The Good Wife                         | 6 épisodes                                         |
| 2014      | Fargo                                 | 2 épisodes                                         |
| 2014–2015 | You're the Worst                      | 5 épisodes                                         |
| 2015      | Grace et Frankie                      | 1 épisode                                          |
| 2015      | Heroes Reborn                         | 1 épisode                                          |
| 2016      | American Gothic                       | 1 épisode                                          |
| 2017      | Game of Thrones                       | 2 épisodes ("Les Butins de guerre", "Fort-Levant") |
| 2018      | Billions                              | 1 épisode                                          |
| 2018      | Strange Angel                         | 1 épisode                                          |
| 2019      | The Boys                              | 1 épisode                                          |
| 2019      | Succession                            | 1 épisode                                          |
| 2020      | The Great                             | 1 épisode                                          |
| 2021      | WandaVision                           | 9 épisodes                                         |
| 2022      | Welcome to Chippendales               | 2 épisodes                                         |
| 2023      | The Consultant                        | 1 épisode                                          |
| 2023      | Monarch: Legacy of Monsters           | 2 épisodes                                         |

### Théâtre
- 2013 : Wait Until Dark
- 2015 : Bad Jews
- Good People
- Secrets of the Trade
- 2002 : Den of Thieves
- 2007 : The Last Day of Judas Iscariot
- Placement